# ルイジ・ザンパ
ルイジ・ザンパ（Luigi Zampa、1905年1月2日 ローマ - 1991年8月16日 ローマ）は、イタリアの映画監督、脚本家である。

## 来歴・人物
1905年1月2日、イタリアの首都ローマに生まれる。労働者の息子であるザンパは、1932年 - 1937年の間、ローマに設立されたイタリアの国立映画学校である映画実験センターで映画製作を学ぶ。
1940年代に、ネオレアリズモ作品を数本撮る。1949年、イギリスで、イギリス映画『Children of Chance』を撮り、翌年イタリアで『Campane a martello』としてリメイクした。
1950年代 - 1960年代の間、成功した映画作家となり、アルベルト・ソルディを主役にすえて数本撮り、その作品群は「イタリア式コメディ」のジャンルにおさまった。1983年、ヴェネツィア国際映画祭ピエトロ・ビアンキ功労賞を受賞した。
1991年8月16日、ローマで死去。86歳没。
40本近い全作品中、日本で公開されたのは10本前後。しかし、ニーノ・ロータやピエロ・ピッチオーニ、カルロ・ルスティケッリ、リズ・オルトラーニ、アルマンド・トロヴァヨーリといったイタリアを代表する映画音楽の作曲作品を通じて、未公開作もタイトルだけは知られるという現象が起きているのが、ザンパ作品の日本での受容状況である。

## フィルモグラフィ
1930年代 - 1940年代
- Risveglia di una città　1933年
- L'Attore scomparso　1941年
- C'e sempre un ma!　1942年
- フラ・ディアボロ Fra' Diavolo　1942年
- Signorinette　1942年
- L'Abito nero da sposa　1945年
- Un Americano in vacanza　1946年
- 平和に生きる Vivere in pace　1947年　製作カルロ・ポンティ、音楽ニーノ・ロータ　※ナストロ・ダルジェント脚本賞受賞
- 婦人代議士アンジェリーナ L'onorevole Angelina　1947年　※ナストロ・ダルジェント主演女優賞、第8回ヴェネツィア国際映画祭 女優賞受賞（アンナ・マニャーニ）
- 困難な年 Anni difficili　1948年
- 白い國境線 Cuori senza frontiere　1949年　製作カルロ・ポンティ、音楽カルロ・ルスティケッリ、主演ジーナ・ロロブリジーダ
- Children of Chance　1949年　脚本マイケル・メドウィン、ピエロ・テッリーニ、音楽ニーノ・ロータ、主演パトリシア・メディナ、マニング・ワイリー

1950年代
- Campane a martello　1950年
- Signori　1951年
- 天使がくれた12時間 È più facile che un cammello...　1951年
- Processo alla città　1952年　※第3回ベルリン国際映画祭ベルリン市議会特別賞受賞、ナストロ・ダルジェント作品賞受賞
- Isa Miranda、オムニバス『われら女性 Siamo donne』の一篇　1953年
- 容易な年 Anni facili　1953年　※ナストロ・ダルジェント脚本賞受賞
- Questa è la vita　1954年
- Ragazze d'oggi　1955年
- L'Arte di arrangiarsi　1955年
- ローマの女 La Romana　1955年　製作ディノ・デ・ラウレンティス、カルロ・ポンティ、原作・脚本アルベルト・モラヴィア、主演ジーナ・ロロブリジーダ
- Ladro lui　1958年
- La Ragazza del palio　1958年
- 女は選ぶ権利がある Il Magistrato　1959年

1960年代 - 1970年代
- Il Vigile　1960年
- 騒がしい年 Anni ruggenti　1962年
- Frenesia dell'estate　1963年
- 名誉の問題 Una Questione d'onore　1965年　※第16回ベルリン国際映画祭コンペティション部門上映
- Il Marito di Olga、オムニバス『I Nostri mariti』の一篇　1966年
- ザ・パネル・ドクター Il Medico della mutua　1968年　音楽ピエロ・ピッチオーニ
- セックス・パニック/愛欲のイタリア女族物語 Le Dolci signore　1968年　音楽アルマンド・トロヴァヨーリ、主演ウルスラ・アンドレス、ヴィルナ・リージ
- コンテスタジオーネ・ジェネラーレ Contestazione generale　1970年　音楽ピエロ・ピッチオーニ
- Bello　1971年
- Bisturi　1973年　※第26回カンヌ国際映画祭コンペティション部門上映
- 尊敬すべき人々 Gente di rispetto　1975年　音楽ニーノ・ロータ
- Il Mostro　1977年
- ピンクのルージュ Letti selvaggi　1979年　音楽リズ・オルトラーニ、主演シルヴィア・クリステル、ラウラ・アントネッリ、ウルスラ・アンドレス、モニカ・ヴィッティ、ロベルト・ベニーニ　※遺作